# 拉戈特萊里島

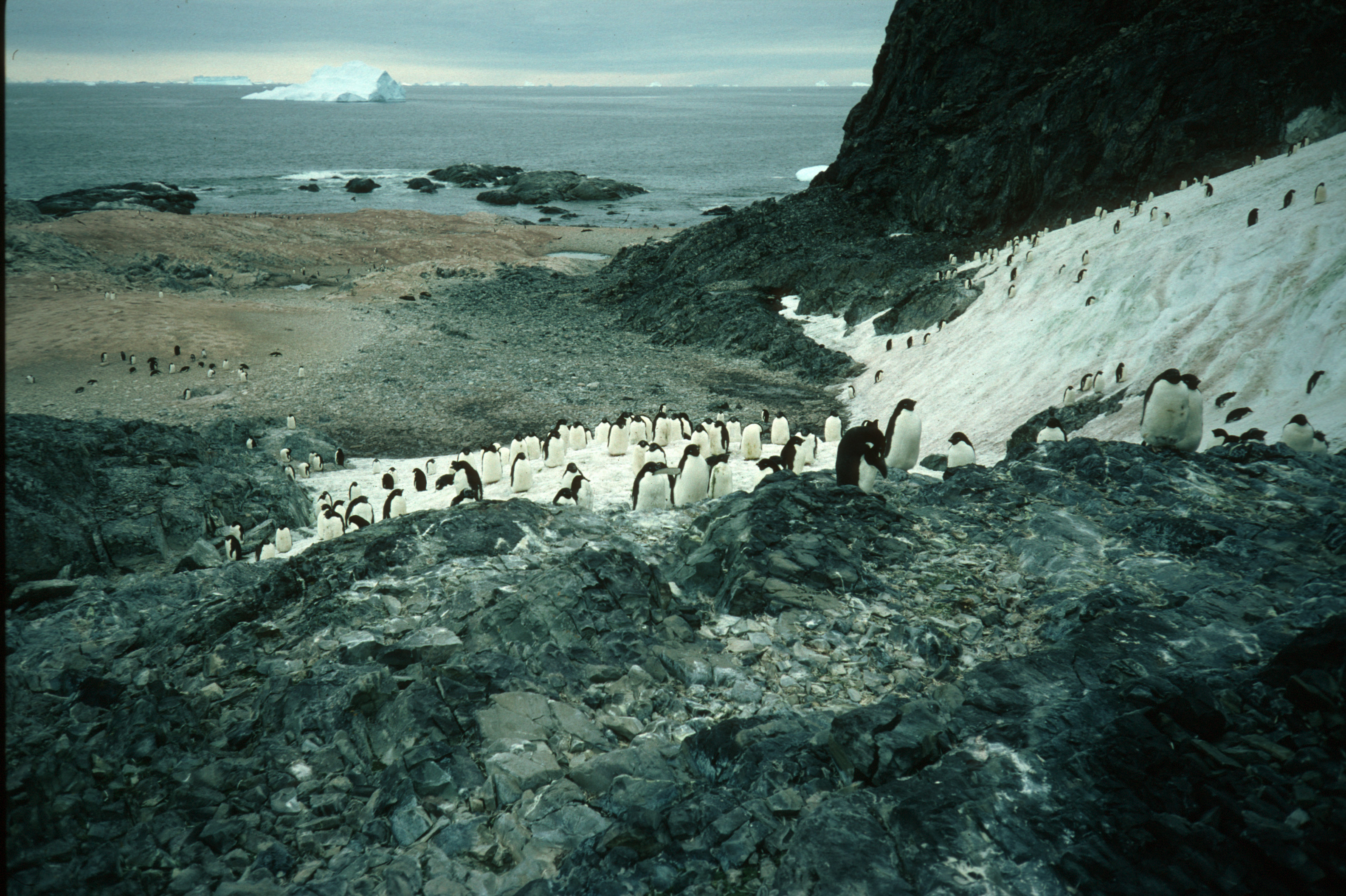

拉戈特萊里島（英語：Lagotellerie Island）是南極洲的島嶼，位於葛拉漢地西岸對開海域，處於馬蹄島以西4公里的瑪格麗特灣，長2公里，由讓-巴蒂斯特·沙爾科領導的1908-1910年南極探險隊所發現的。
67°53′S 67°24′W / 67.883°S 67.400°W
1. ↑  . . United States Geological Survey.   [2013-05-24].